# Brut de Munich

Le Brut de Munich est un texte anonyme composé de 4 173 vers octosyllabiques daté du milieu du XIIe siècle. Son incipit est « Si cum l'um trueve en mappemonde / Bretanie est une ile parfunde ». 
Cette œuvre est connue par un unique manuscrit, conservé à la Bayerische Staatsbibliothek de Munich